# Place Mii StreetPass
 (septembre 2016).
Si vous disposez d'ouvrages ou d'articles de référence ou si vous connaissez des sites web de qualité traitant du thème abordé ici, merci de compléter l'article en donnant les références utiles à sa vérifiabilité et en les liant à la section « Notes et références ».
Place Mii StreetPass est un logiciel Nintendo 3DS utilisant les fonctionnalités StreetPass de la console. Les Mii de différents utilisateurs peuvent s'y rencontrer. Ils peuvent se rencontrer via StreetPass (en activant StreetPass de la place Mii StreetPass sur la console) et via SpotPass en invité (leur Mii apparaît dans la place, mais pas pour jouer)  ceux qui  jouent en ligne avec par exemple : Mario Kart 7, Super Smash Bros. for Nintendo 3DS, The Legend of Zelda: Tri Force Heroes, Metroid Prime: Federation Force, etc. Il est aussi possible, à de rares occasions, de rencontrer les Mii de personnalités (notamment des employés de Nintendo) via SpotPass, qui auront comme particularité de porter un pantalon doré. Ces Mii sont plus forts dans les jeux et ont l'intégralité des puzzles de Puzzle Troc.

## Contenu
Le point central de l'application sont les différents jeux qui peuvent être joués lorsque des Mii ont été rencontrés.
- Puzzle Troc : Les Miis rencontrés peuvent donner des pièces de puzzle au joueur, qui pourra ensuite compléter les siens et, lorsque le puzzle terminé, pourra admirer des illustrations en 3D. Les puzzles sont souvent à l'effigie de jeux récemment sortis.
- Mii en péril : Un RPG où le joueur prend le contrôle des Mii qu'il a rencontré afin de sauver un roi. Chaque Mii peut utiliser une magie qui dépendra de sa couleur.
- Mii en péril II : Débloquable après avoir fini 2 fois Mii en péril, le jeu reprend le même concept que son prédécesseur en ajoutant des nouveaux éléments comme la possibilité de prendre différents chemins dans l'aventure et un système de magie plus complexe.
- Galaxie StreetPass (DLC) : Un shoot'em up où le jeu contrôle un petit vaisseau qui devra traverser le niveau en récupérant sur le chemin les Mii qu'il a rencontré, qui débloqueront chacun une compétence dépendant de leur couleur.
- Jardin StreetPass (DLC) : Un jeu de jardinage où le joueur peut planter une graine qui sera ensuite arrosée, jusqu'à l'éclosion, par les Mii qu'il a rencontré. Le but est de faire pousser toutes les plantes disponible dans le jeu.
- Conquête StreetPass (DLC) : Dans le jeu, le joueur incarne un monarque cherchant à conquérir tous les territoires du monde. Le joueur peut décider à devenir un monarque du Moyen-Âge, du Japon féodal ou du Futur. Pour pouvoir conquérir le monde, le nombre de soldats qui arrivera viendra de la population de la place du Mii rencontré. Si le Mii rencontré a le jeu "Conquête Streetpass", il peut combattre le joueur.
- Manoir hanté StreetPass (DLC) : Un jeu où le but est de monter d'étages en étages dans un Manoir Hanté jusqu'à combattre le Boss Final. Mais pendant qu'il monte étages en étages, le joueur aura besoin de mettre dans chaque étages des pièces de puzzle offerts par les Mii rencontrés pour s'avancer vers les escaliers. Évidemment, les escaliers sont invisibles, la pièce de puzzle mit sur l'endroit où sont disposés les escaliers le rendra visible. Mais à certains moments, des monstres attaqueront le joueur qui devra se défendre en combat.
- Club de pêche StreetPass (DLC) : Le but du jeu est de pécher des spécimens de poissons rares. Pour les attraper, le joueur aura des appâts offerts par les Mii rencontrés.
- Apocalypse StreetPass (DLC) : Ce jeu d'apocalypse montre qu'il faudra attaquer des zombies envahissant la ville avec des objets magiques offerts par les Mii rencontrés. Dans chaque quartier se trouve un Zombie hors du commun, il faudra l'attaquer à chaque fin de quartier. Si le joueur rencontre une perssone ayant Apocalypse Streetpass il vous propesera soit de vous aidez au combat ou de prendre son arme
- Circuit Automobile StreetPass (DLC) : Un jeu de mini voiture, en d'appuyant sur A avant un virage, et de ré-appuyer a la sortie.
- Trader StreetPass (DLC) : Le joueur incarne un opérateur de marché dans la grande Bourse de la Place Mii. Il devra générer un maximum d'argent récolté grâce aux actions. Plus il y a de Mii rencontrés, plus il y a de chances de récolter un maximum d'argent.
- Cuisine héroïque StreetPass (DLC) : Le joueur doit cuisiner des plats demandés par des soldats de "Mii en Péril". Ces soldats sont les Mii rencontrés, et donneront des ingrédients pour cuisiner le plat demandé. Plus le plat est délicieux, plus le soldat aura plus de force pour attaquer les monstres.
- Ninja StreetPass (DLC) : Des démons attaquent un village asiatique, pour cela le joueur doit défendre ce village en récoltant beaucoup d'armes venant des Mii rencontrés. Le joueur est propulsé d'un canon et devra être au bon moment pour prendre les armes.
- Explorateur StreetPass (DLC) : Le joueur incarne un explorateur dans une jungle et devra photographier un maximum d'animaux sauvages. Le nombre de Mii rencontrés dépendra du nombre de pas qu'ils ont marché pour rencontrer. Plus le nombre de pas est élevé, plus le joueur pourra explorer la jungle entière avec ses coéquipiers.